# Жуниор Кайсара
Уилсон де Соуза Паула Жуниор (порт.-браз. Uilson de Souza Paula Júnior; род. 27 апреля 1989, Сантус, Сан-Паулу), более известен под именем Жу́ниор Кайса́ра (порт.-браз. Júnior Caiçara) — бразильский футболист, защитник.

## Карьера
Жуниор Кайсара обучался в академии «Коритибы», но первый профессиональный контракт подписал с клубом «Санту-Андре» в 2008 году. За первый год он провёл только один матч в чемпионате. В 2009 и 2010 годах он уходил в аренды в клубы ССА Масейо и «Америка» из Сан-Жозе-ду-Риу-Прету.
1 июля 2010 года Кайсара был отдан в аренду в португальский клуб «Жил Висенте» на два года. В новом клубе он быстро стал основным игроком на позиции правого защитника. Всего за два сезона он сыграл в 56 матчах чемпионата и забил 1 мяч. В сезоне 2010/11 Кайсара помог команде занять первое место во второй лиге и выйти в первую лигу. В следующем сезоне «Жил Висенте» дошёл до финала Кубка португальской лиги, где проиграл «Бенфике» (1:2).
По истечении срока аренды Кайсара не вернулся в Бразилию, а перешёл в болгарский «Лудогорец» за 300 тысяч евро, подписав трёхлетний контракт. 11 июля 2012 года он дебютировал и забил первый мяч за новый клуб в матче Суперкубка Болгарии против «Локомотива» из Пловдива (3:1). 18 июля он дебютировал в еврокубках, выйдя на поле в матче второго квалификационного раунда Лиги чемпионов против загребского «Динамо». 12 декабря 2014 года Жуниор Кайсара продлил контракт с «Лудогорцем» на два года. За три года в составе клуба из Разграда Жуниор Кайсара трижды становился чемпионом страны, один раз становился обладателем Кубка Болгарии и дважды — Суперкубка Болгарии.
25 июня 2015 года Кайсара перешёл в немецкий клуб «Шальке 04», подписав контракт до 2018 года. Его официальный дебют состоялся 8 августа, в матче первого раунда Кубка Германии против «Дуйсбурга» (5:0). 22 августа он дебютировал в Бундеслиге в матче против «Дармштадта» (1:1). 17 сентября он провёл первый матч за Шальке 04 в Еврокубках, где его команда одержала победу над АПОЭЛом в Никосии со счетом 3:0 в матче Лиги Европы УЕФА. в следующем сезоне под новым главным тренером Маркусом Вайнцирлом Кайсара не смог пробиться в основной состав команды. В первой половине сезона у него было всего 107 минут в трёх матчах чемпионата. Он чаще появлялся в Лиге Европы, где сыграл четыре матча группового этапа. В матче против «Краснодара» забил гол. Он также сыграл две игры в Кубке Германии.
16 января 2017 года Кайсара перешел в «Истанбул Башакшехир». Сумма трансфера — 3 млн евро. Три дня спустя он дебютировал за команду в Кубке Турции, выйдя на замену на 61 минуте в матче против «Йени Амасьяспора». С клубом он дважды занимал второе место в чемпионате Турции в сезонах 2016/17 и 2018/19.

## Достижения
«Жил Висенте»
- Победитель второй лиги Португалии (1): 2010/11
- Финалист Кубка португальской лиги (1): 2011/12

 «Лудогорец»
- Чемпион Болгарии (3): 2012/13, 2013/14, 2014/15
- Обладатель Кубка Болгарии (1): 2013/14
- Обладатель Суперкубка Болгарии (2): 2012, 2014

 «Истанбул Башакшехир»
- Чемпион Турции (1): 2019/20